# إيغور كوديلين
إيغور كوديلين (بالروسية: Куделин, Игорь Александрович) مواليد 10 أغسطس 1972 في تاغانروغ، الجمهورية الروسية السوفيتية الاتحادية الاشتراكية، هو لاعب كرة سلة روسي معتزل. بدأ مسيرته الاحترافية في سنة 1991. اعتزل اللعب في 2007.

## المسيرة الاحترافية
لعب مع نادي سسكا موسكو لكرة السلة في الدوري الروسي من سنة 1991 إلى 2002، ثم لعب مع نادي يونيكس قازان لكرة السلة في موسم 2002–2003، ثم لعب مع لوكوموتيف كوبان في الدوري الروسي من سنة 2003 إلى 2006، ثم لعب مع نادي يونيكس قازان لكرة السلة في موسم 2006–2007.

## روابط خارجية
- إيغور كوديلين على موقع الاتحاد الدولي لكرة السلة (الإنجليزية)
- إيغور كوديلين على موقع الدوري الأوروبي لكرة السلة (الإنجليزية)
- إيغور كوديلين على موقع كرة السلة الأوروبية.كوم (الإنجليزية)
- إيغور كوديلين على موقع DraftExpress.com (الإنجليزية)
- إيغور كوديلين على موقع ريلجم (الإنجليزية)
- إيغور كوديلين على موقع بروبوليرز (الإنجليزية)
- إيغور كوديلين على موقع سبورتس رفرنس (الإنجليزية)